# Idioscopus vulneratus
Idioscopus vulneratus es una especie de insecto hemíptero del género Idioscopus, familia Cicadellidae. (enlace roto) Se ubica en Madagascar.

## Historia
Fue descrita por primera vez en 1966 por Freytag & Knight.